# 水壶瀑布 (华盛顿州)
水壶瀑布（英文：Kettle Falls），是美国华盛顿州史蒂文斯县下属的一座城市。根据 2000年美国人口普查，该市有人口1,527人。根据2010年美国人口普查，该市有人口1,595人。而2011年估计该市有1,593人。